# زیر درخت شیر (فیلم ۱۹۷۲)
زیر درخت شیر (به انگلیسی: Under Milk Wood) یا زیر میلک وود یک فیلم درام انگلیسی محصول سال ۱۹۷۲ میلادی به کارگردانی اندرو سینکلر که بر اساس نمایش رادیویی با همین نام در سال ۱۹۵۴ توسط نویسنده ولزی دیلن تامس و به سفارش بی‌بی‌سی ساخته شده‌است.
بازیگران فیلم ریچارد برتون، الیزابت تیلور، سیون فیلیپس، دیوید جیسون، گلینیس جونز، ویکتور اسپینتی، روت مادوک، آنگاراد ریس، آن بیچ، ویوین مرچنت، ریچارد دیویس و پیتر اوتولی هستند.

## انتشار
این فیلم موفقیتی در گیشه نداشت. در سال ۲۰۱۴ این فیلم به صورت دیجیتالی بازسازی شد و مجدداً به مناسبت جشن صدمین سال تولد دیلن تامس منتشر شد.